# バル・ヘブラエウス
バル・ヘブラエウス、またはグレゴリイ・バル・ヘブラエウス、（英語: Bar Hebraeus、1226年生まれ - 1286年7月30日没）は、シリア語の祖先の姓であるバレブラヤまたはバレブロヨで知られ、アラビア語の資料ではクニャ・アブール・ファラジ、ラテン西方ではラテン語化された名前のアブール・ファラギウスで知られ、1264年から1286年までシリア正教会のマフリアン（地方首座主教）であった。彼は著名な作家で、キリスト教神学、哲学、歴史、言語学、詩の分野でさまざまな作品を執筆した。シリア文学の発展への貢献により、シリア正教徒の中で最も博学で多才な作家の一人として称賛されている。
彼は数多くの精緻な論文の中で、13世紀のシリアにおいて可能な限り当時の神学、哲学、科学、歴史に関する知識を収集した。彼の著作のほとんどは古典シリア語で書かれたが、当時の共通語であったアラビア語で書かれたものもいくつかある。

## 名前
バル・ヘブラエウスがいつキリスト教名グレゴリウスを採用したかは明らかではないが、シリア正教会の高位聖職者への命名の伝統によれば、彼が司教に叙階された時に採用された可能性がある。彼は生涯を通じてシリア語の愛称であるバル・エブラーヤーでよく呼ばれたが、これはシリア正教会の西シリア典礼ではバル・エブロヨと発音され、しばしば翻字され、ラテン語化されたバル・ヘブラエウスという名前の由来となった。「ヘブライ人の息子」を意味するこの名前は、かつては彼のユダヤ人としての出自を指していると考えられていた。しかし、現代の研究では、他の事実によって裏付けられていないため、この説は否定されている。[要出典] この名前は、彼が育った都市マラティヤ近郊のユーフラテス川沿いの村、エブラ出身の彼の家族の祖先に由来している可能性がある。いくつかのシリア語の資料[誰？]では、バル・ヘブラエウスの完全なアラビア語名はジャマルッディーン・アブール・ファラジ・リグルリユス・ビン・タジュッディーン・ハルーン・ビン・トゥーマーとされている。 al-Malaṭī（アラビア語: جمال الدين ابو الفرج غريغوريوس بن تاج الدين هارون بن توما الملطي）。ただし、この長い名前への言及はすべて死後のものである。シリア語のニックネームであるバル・エブラーヤー(Bar ʿEbrāyā) は、アラビア語でイブン・アル・イブリ ibn al-ʿIbrī (アラビア語: ابن العبري) と呼ばれることもある。E.A. ウォリス・バッジは、バル・ヘブラエウスには洗礼名ヨハネ（シリア語:ローマ字転写、Yōḥanan）が与えられたと言っているが、これは筆記上の誤りである可能性がある。シリア語の司教であるバル・ヘブラエウスは、しばしばマール（シリア語：西シリア語方言ではモルと発音）という敬称で呼ばれ、したがってマル／モル・グレゴリイ（Mar/Mor Gregory）と呼ばれる[要出典]。彼はまた、アブ・アル・ファラジ（ラテン語ではアブール・ファラギウス）としても知られる。

## 生涯
シリアの司教、哲学者、詩人、文法学者、医師、聖書注釈者、歴史家、神学者であったバル・ヘブラエウスは、医師アロン（ハールーン・ビン・トゥーマー・アル＝マラティ、アラビア語：هارون بن توما الملطي）の息子であった。バル・ヘブラエウスは、ルーム・スルタン国（現在のトルコ、エラズー県）のマラティヤ近郊のエブラ（イゾリ、トルコ語：クシャライ）村で生まれた。彼は少年時代（テネリス・ウンギキュリス）から父親の保護の下、医学をはじめとする様々な分野の知識を学び始め、それを決して放棄しなかった。
モンゴルの将軍がマラティヤ地方に侵攻し、病気にかかり医師を探した。ヘブライ人の医師アロンが招聘（しょうへい）された。回復後、モンゴルの将軍とアロンは家族を連れてアンティオキアへ向かった（アンティオキア公国と仏モンゴル同盟参照）。そこでバル・ヘブラエウスは学問を続け、17歳頃に修道士となり、隠遁生活を始めた。
バル・ヘブラエウスはアンティオキアからフェニキアのトリポリ（実際には当時十字軍の領地であったトリポリ伯領）へ行き、修辞学と医学を学んだ。1246年、シリア正教会総主教イグナティウス3世ダヴィドによってグボス司教に任命され、1252年にはアレッポへ転任した。1255年には再びラカビン司教に転任し、1264年にはイグナティウス4世イェシュによって東方大主教（マフリアン）に任命された。司教としての職務は学問の妨げにはならず、広大な領土を幾度となく訪問し、図書館で資料を閲覧したり、偶然出会った学者たちと交流したりした。こうして彼は徐々に膨大な博識を蓄積し、世俗および宗教の知識のほぼすべての分野に精通し、多くの場合、扱おうとする様々な主題の書誌を徹底的に習得した。バル・ヘブラエウスは、先人たちの研究を、要約あるいは直接の複製という形で保存し、体系化した。その美徳と学識の両方により、バル・ヘブラエウスは高く評価された。彼はイルハン朝ペルシアのマラゲで亡くなり、モスル近郊のモル・マタイ修道院に埋葬された。彼は自伝を残しており、ジュゼッペ・シモーネ・アッセマーニ著『東洋書誌 (Biblioth. Orient.)』II、248-263ページに掲載されている。彼の死については、弟でマフリアンのグレゴリオス3世（グリゴリオス・バル・サウモ、1307/8年没）が記している。

## 著作

### 百科事典的かつ哲学的著作
バル・ヘブラエウスの偉大な百科事典的著作は『ヘクメタ』（Hewath Hekhmetha）であり、「科学の真髄」とも言うべきもので、人類の知識のほぼあらゆる分野を網羅し、アヴィセンナやアラビアの著述家たちの思想に倣い、アリストテレス学問の全領域を網羅している。この作品は、マルゴリウスによる『アナレクタ・オリエンタリア・アド・ポエティカム・アリストテレアム』（ロンドン、1887年、114-139ページ） に収録された一章を除いて、現在まで出版されていない。
『ケタブハ・デ・ババタ』（「瞳孔の書」）は論理学と弁証法の集大成である。その他の著作は、フィレンツェ、オックスフォード、ロンドンなどに保存されている様々な写本に見出すことができる。『テグラタ・テグラタ』（「商売の商売」）は前述の著作の要約であり、『ケタブハ・デ・セワド・ソフィア』 （「知恵の言葉の書」）は物理学と形而上学の知識の集大成である。これらに加えて、アラビア語著作のシリア語訳や、アラビア語で書かれたいくつかの論文も存在する。

### 聖書関連の著作
バル・ヘブラエウスの最も重要な著作は、聖書全体に関する教義的かつ批判的な注解書である『アウサル・ラゼ』（「秘密の宝庫」）である。ある箇所の教義的解説を行う前に、彼はまずその批判的立場について検討する。彼はペシッタ訳を基礎として用いているが、それが完全ではないことを知っており、そのためヘブライ語訳、七十人訳、シュンマコス、テオドティオン、アキラのギリシア語訳、アルメニア語訳とコプト語訳、そして最後にヘラクレウス版、フィロクセノス版、そして特にシリア・ヘクサプラといったシリア語訳によって統制している。バル・ヘブラエウスの著作は、これらの訳の復元、特にオリゲネスのヘクサプラ（そのうちシリア・ヘクサプラはテッラのパウロによる翻訳）の復元において極めて重要である。彼の釈義と教理の部分は、ギリシア教父とそれ以前のシリア正教会の神学者たちの教えに由来している。完全版はまだ出版されていないが、多くの個別の書物が様々な時期に出版されている。

### 歴史関連の著作
バル・ヘブラエウスは、天地創造から現代までの歴史を考察した『マフトバヌト・ザブネ (Makhtbhanuth Zabhne)』（年代記）と呼ばれる大著を残している。彼はそれ以前に書かれたほぼすべての文献を引用し、特にエデッサのテオフィロス（8世紀後半。ただし、彼はシリアのミカエルと他の関係者を通じてのみこの記録を所蔵している）が刊行した、現在では失われている年代記を重んじている。この作品は二つの部分に分かれており、しばしば別々に伝承されている。
最初の部分は政治史と市民史を扱っており、『シリア年代記』として知られている。『シリア年代記』の標準版はポール・ベジャン版である。ウォリス・バッジによる英訳は1932年に出版された。
これは、宗教史を扱っている『教会史』として知られる第二部に文脈を与えるためであった。 そのセクションはアロンから始まり、一連の重要人物の項目から構成されている。前半はシリア正教会とアンティオキア総主教の歴史を扱い、後半はアッシリア教会、アッシリア東方教会総主教、ヤコブ派マフリアンの歴史に充てられている。『教会史』の現行版はアベルースとラミーによるものであり、シリア語テキスト、ラテン語訳である。デビッド・ウィルムズハーストによる英語訳は2016年に出版された。
バル・ヘブラエウスは晩年、シリア語を読める聖職者だけでなく、より広いアラビア語読者層に向けて、主にシリア年代記に基づいたアラビア語の歴史書を著そうと決意した。 この作品はアル・ムクタサル・フィ・ル・ドゥワル（al-Mukhtaṣar fi-l-Duwal）の名で知られるようになった。これはラテン語の注釈と翻訳をつけてエドワード・ポコックによって1663年に初めて出版された。現代版は1890年にアントン・サルハニ神父によって初めて出版された。

### 神学的著作
神学においては、バル・ヘブラエウスは合性論派（ミアフィジテ派）であった。彼はかつて次のように考えている。「この件について深く考え、熟考した結果、さまざまなキリスト教会の間の争いは、事実の内容の問題ではなく、言葉と用語の問題であると確信するに至った。なぜなら、彼らはみな、主であるキリストを、性質の混交や混ざり合いもなく、完全な神であり完全な人であると告白しているからである。…このように、さまざまなキリスト教徒の共同体は、キリスト論的立場は異なるものの、それらの間には相違のない単一の共通基盤を有していると私は考えた。」
この分野では、バル・ヘブラエウスの『メナラト・クドゥシェ』と、その要約である『光線の書』が存在する。これらの著作は未出版で、パリ、ベルリン、ロンドン、オックスフォード、ローマに写本が存在する。バル・ヘブラエウスは禁欲神学と道徳神学も扱っており、彼からは『倫理の書 (エティコン)』と『鳩の書 (Book of the Dove)』が出版されている。これらはベジャン(Paul Bedjan)によって編纂され、『エティコン・セウ・モラリア・グレゴリイ・バルヘブラエ』（パリおよびライプツィヒ、1898年）として出版されている。『鳩の書 (Book of the Dove)』はカルダヒ（ローマ、1898年）から同時に出版された。バル・ヘブラエウスは、ベジャン編『Barhebræi Nomocanon』(パリ、1898年)の「道順の書」 Kethabha dhe-Hudhayeと呼ばれるコレクションの中で、シリア正教の法典を成文化した。ラテン語の翻訳は、アンジェロ・マイの「Scriptorum Veter. Nova Collection」、vol. 2にある。

### 言語学の著作
グレゴリウス・バル・ヘブラエウスの言語学研究は、シリア語とシリア文学の研究から生まれた。彼は2つの主要な文法書を著した。1つ目は『マル・エフレムの韻律による文法書』（『韻律文法書』としても知られる）である。詩と注釈で書かれており、様々な時代の約140部が現存している。この著作の中で、彼は母語をアラム語（ārāmāytā）とシリア語（sûryāyā）の両方で呼んでいる。彼のもう一つの文法書は『輝きの書』（Ktābā d-ṣemḥe）である。どちらも1872年にポーリン・マーティンによって編纂された。

### その他の著作
前述のほかにも、バル・ヘブラエウスは数学、天文学、宇宙論、医学、哲学に関する多くの著作を残しており、その一部は出版されているが、写本のみが残っているものもある。その中でも特に重要なものは以下の通りである。
- ケタバ・デー・ババタ（『瞳孔の書』）、論理学または弁証法に関する論文
- アリストテレスの哲学全体を解説した『知恵の真髄』（ヘクメタ）
- 天文学と宇宙論に関する論文『Suloqo Hawnonoyo（精神の上昇）』、F. Nau 編・翻訳（パリ、1899 年）
- さまざまな医学著作[30]
- ケタブハ・デ・ザルゲ（『光線の書』）、文法に関する論文
- 倫理的な作品
- 詩
- Kethabha dhe-Thunnaye Mghahkhane (『楽しい物語の書』)、 E.A. Wallis Budge 編集、翻訳(ロンドン、1897年)。

バル・ヘブラエウスの他の著作の完全なリストと、出版されているそれらの版は、いくつかの学術書で見ることができる。

## 崇敬
彼はシリア正教会によって崇敬されており、7月30日が彼の記憶日となっている。

## 資料
- Bedjan, Paul, ed (1890). Gregorii Barhebraei Chronicon Syriacum e codd. mss. emendatum ac punctis vocalibus adnotationibusque locupletatum. Paris: Maisonneuve
- Bohas, Georges (2008). “Barhebraeus et la tradition grammaticale syriaque”. Parole de l'Orient 33:  145–158.
- Brock, Sebastian P. (1989). “Three Thousand Years of Aramaic Literature”. ARAM Periodical 1 (1):  11–23.
- Budge, Ernest A. Wallis, ed (1932a). The Chronography of Gregory Abû'l Faraj, the Son of Aaron, the Hebrew Physician, Commonly known as Bar Hebraeus. 1. London: Oxford University Press
- Budge, Ernest A. Wallis, ed (1932b). The Chronography of Gregory Abû'l Faraj, the Son of Aaron, the Hebrew Physician, Commonly known as Bar Hebraeus. 2. London: Oxford University Press
- Conrad, Lawrence I. (1994). “On the Arabic Chronicle of Bar Hebraeus: His Aims and Audience”. Parole de l'Orient 19:  319–378.
- Farina, Margherita (2015). “La Grammatica Metrica di Barhebraeus (XIII sec.) e le sue glosse: Siriaco, greco e arabo in contatto”. Rappresentazioni linguistiche dell'identità. Napoli: Università degli Studi di Napoli. pp. 107–125
- Farina, Margherita (2016). “Barhebraeus' Metrical Grammar and Ms. BML Or. 298: Codicological and Linguistic Remarks”. Studi classici e orientali 62:  345–360.
- Farina, Margherita (2017). “The Syro-Arabic Glosses to Barhebraeus’ Metrical Grammar”. Language and Identity in Multilingual Mediterranean Settings: Challenges for Historical Sociolinguistics. Berlin-Boston: Walter de Gruyter. pp. 157–170. ISBN 9783110554274
- Habbabé, Dibo (2018). “Comparing the Syriac and Arabic Chronicles of Barhebraeus: The Question of Intended Audiences”. The Harp 33:  205–268.
- Hambye, Édouard R. (1990). “Bar Ebroyo and the Byzantine Empire”. V Symposium Syriacum 1988. Roma: Pontificium institutum studiorum orientalium. pp. 403–408
- Martin, Jean-Pierre-Paulin, ed (1872a). Oeuvres grammaticales d'Abou'lfaradj dit Bar Hebreus. 1. Paris: Maisonneuve
- Martin, Jean-Pierre-Paulin, ed (1872b). Oeuvres grammaticales d'Abou'lfaradj dit Bar Hebreus. 2. Paris: Maisonneuve
- Mazzola, Marianna (2018). “The Textual Tradition of Bar Ebroyo's Chronicle: A Preliminary Study”. Le Muséon 131 (1–2):  73–100.
- Mazzola, Marianna (2020). “From High Priest to Patriarch: History and Authority in the Ecclesiastical History of Bar Ebroyo”. Corpus Scriptorum Christianorum Orientalium, Subsidia (Louvain: Peeters Publishers).
- Schmitt, Jens Ole (2020). “Some Remarks on East Syrian Influences Found in Barhebraeus’s Works”. Griechische Philosophie und Wissenschaft bei den Ostsyrern. Berlin-Boston: Walter de Gruyter. pp. 157–175. ISBN 9783110667349
- Takahashi, Hidemi (2005). Barhebraeus: A Bio-Bibliography. Piscataway, NJ: Gorgias Press. ISBN 9781593331481
- Takahashi, Hidemi (2007). “Barhebraeus: Gregory Abū al-Faraj”. The Biographical Encyclopedia of Astronomers. New York: Springer. ISBN 978-0-387-31022-0 (PDF version)
- Takahashi, Hidemi (2011). “Bar ʿEbroyo, Grigorios”. Gorgias Encyclopedic Dictionary of the Syriac Heritage. Piscataway, NJ: Gorgias Press. pp. 54–56
- Taylor, David G. K. (2011). “Syriac Lexicography”. Gorgias Encyclopedic Dictionary of the Syriac Heritage. Piscataway, NJ: Gorgias Press. pp. 391–393
- Teule, Herman G. B. (1996). “The Crusaders in Barhebraeus’ Syriac and Arabic Secular Chronicles: A Different Approach”. East and West in the Crusader States: Context, Contacts, Confrontations. 1. Leuven: Peeters Publishers. pp. 39–49. ISBN 9789068317923
- Teule, Herman G. B. (1999). “It is Not Right to Call Ourselves Orthodox and the Other Heretics: Ecumenical Attitudes in the Jacobite Church in the Time of the Crusaders”. East and West in the Crusader States: Context, Contacts, Confrontations. 2. Leuven: Peeters Publishers. pp. 13–27. ISBN 9789042907867
- Teule, Herman G. B. (2003). “Gregory Barhebraeus and his Time: The Syrian Renaissance”. Journal of the Canadian Society for Syriac Studies 3 (1):  21–43. doi:10.31826/jcsss-2009-030104.
- Teule, Herman G. B. (2006). “The Ecclesiastical Chronicle of Gregory Bar Ebroyo”. Journal of the Canadian Society for Syriac Studies 6:  61–81.
- Teule, Herman G. B. (2009). “Reflections on Identity: The Suryoye of the Twelfth and Thirteenth Centuries: Bar Salibi, Bar Shakko, and Barhebraeus”. Church History and Religious Culture 89 (1–3):  179–189. doi:10.1163/187124109X407899.
- Teule, Herman G. B. (2012). “Barhebraeus”. Christian-Muslim Relations: A Bibliographical History. 4. Leiden-Boston: Brill. pp. 588–609. ISBN 978-9004228542
- Teule, Herman G. B. (2013). “Gregory Bar Ebrōyō and Abdisho Bar Brikhā: Similar but Different”. Orientalia Christiana: Festschrift für Hubert Kaufhold zum 70. Geburtstag. Wiesbaden: Harrassowitz Verlag. pp. 543–551. ISBN 9783447068857
- Todt, Susanne Regina (1988). “Die Syrische und die Arabische Weltgeschichte des Bar Hebraeus - ein Vergleich”. Der Islam: Zeitschrift für Geschichte und Kultur des Islamischen Orients 65 (1):  60–80.
- Weltecke, Dorothea; Younansardaroud, Helen (2019). “The Renaissance of Syriac Literature in the Twelfth–Thirteenth Centuries”. The Syriac World. London: Routledge. pp. 698–717. ISBN 9781138899018
- Wilmshurst, David, ed (2016). Bar Hebraeus: The Ecclesiastical Chronicle: An English Translation. Piscataway, NJ: Gorgias Press. ISBN 9781463205355
- Wright, William (1894). A Short History of Syriac Literature. London: Adam and Charles Black